# Nicktoons Deutschland
Nicktoons (eigene Schreibweise: nicktoons) ist ein deutscher Pay-TV-Fernsehsender und Ableger des frei empfangbaren Senders Nickelodeon Deutschland. Er ist ein Ableger des US-Senders Nicktoons und trug bis zum 30. März 2010 den Namen Nick Premium.

## Geschichte
Nick Premium startete am 1. Dezember 2007 den Fernsehbetrieb. Da sich Sky noch im Ausbau befand, sendete Nick Premium bis zum 10. Januar 2010 nur von 6:00 Uhr bis 20:00 Uhr, in der sendefreien Zeit übertrug der Sender MTV Entertainment sein Programm. Nick Premium zeigte unter anderem Serien wie
- Invader Zim
- Avatar - Der Herr der Elemente
- Jimmy Neutron
- Danny Phantom
- EL Tigre: (Manny Rivera)
- iCarly
- Drake & Josh, wobei neue Folgen der Serien immer auf Nick Premium zuerst gezeigt wurden, einen Monat bevor sie frei empfangbar auf Nick liefen.
Nick Premium war nur durch Abonnieren von Sky Welt Extra zu sehen. Seit dem 10. Januar 2010 sendet Nick Premium rund um die Uhr. Morgens zwischen 4:30 Uhr und 9:45 Uhr lief bis zum 1. März 2012 auf Nicktoons ein Programmblock des Kleinkinderprogramms Nick Jr.
Mit dem 31. März 2010 änderte Nick Premium seinen Namen in nicktoons. Grund war die internationale Neuausrichtung der Viacom-Sender. Im Gegensatz zu allen anderen Nicktoons-Sendern besteht das Programm des deutschsprachigen Senders sowohl aus den neuen Zeichentrick-, Animations- und Realserien als auch aus älteren Formaten.
Am 1. März 2012 wurde aus Nicktoons Deutschland und Nicktoons Nederland ein neuer Sender mit gleichen Programm. Die Realserien nahmen inzwischen lediglich eine kurze Zeit am Abend ein und waren sonst gänzlich von Nicktoons verschwunden. Der Nick Jr.-Programmblock fiel seitdem weg, vereinzelt laufen trotzdem noch Nick Jr.-Serien. Der Sender hat keine Werbeunterbrechungen.
Das Programm wurde seitdem von deutschen Nickelodeon-Mitarbeitern gestaltet, ab Anfang 2017 wird es von niederländischen Nickelodeon-Mitarbeitern gestaltet.
Am 30. Juni 2014 stellte Nicktoons den Sendebetrieb via Sky ein, da Viacom keine HD-Version des Senders starten wollte. Im September 2014 beendeten Sky und Viacom ihre Zusammenarbeit komplett. Der Sender ist aber weiterhin im Kabelnetz von Unitymedia empfangbar.
Seit dem 17. April 2016 war Nicktoons über Magine TV zu empfangen.
Im Oktober 2016 erhielt Nicktoons ein neues Design. Der Grund für die Neugestaltung ist die europaweite Änderung des Designs. Im selben Zuge wurde der Sender bis Februar 2017 durch schwedische, dänische, norwegische, russische, arabische und türkische Audiospuren für die dazugehörigen Länder expandiert.
Seitdem trägt die nun noch internationalere Version des Senders den Namen Nicktoons Global. Bis 2020 ergänzte man noch serbische, slowenische, lettische, spanische (zum 1. September 2020 wieder eingestellt) und kroatische Audiospuren. Im Dezember 2023 wurde eine ukrainische Audiospur hinzugefügt.
Am 1. Mai 2017 bekam Nicktoons ausschließlich in Arabien eine HD-Version. 2023 bekam die GUS schließlich auch diese HD-Version, in allen anderen Ländern ist der Sender weiterhin nur in SD empfangbar.
Am 28. Februar 2019 wurde Nicktoons über Magine TV abgeschaltet. Grund war die Einstellung des Anbieters Magine TV in Deutschland.
Seit April 2020 ist der Sender wieder auf Sky zu sehen. Dort ist er mit Sky Q oder Sky Ticket Entertainment empfangbar.
Zum 30. April 2021 wurde der Sender bei Vodafone West (ehemals Unitymedia) ersatzlos abgeschaltet.
Seit dem 20. Mai 2024 nutzt Nicktoons ein neues Design, dasselbe wie Nickelodeon. Wie auch dort, befindet sich das Logo nun in der oberen rechten Bildschirmecke. Die Umstellung erfolgte ebenso morgens um 5:00 Uhr.

## Empfang
- Sat: Sky (im Sky Kids Paket)
- TV Streaming: WOW, Sky X (nur in Österreich)
- Kabel: Liwest im Kinder-Paket (nur in Österreich)
- IPTV: WOW (im Sky Kids Paket) 1&1 TV – Kinder und 1&1 TV – Entertainment, MagentaTV mit WOW

## Spots
Kurzspots des Senders Nicktoons waren Dein Horoskop Mit Thaddäus, Doodlez, KaBlam! und Oh Yeah! Cartoons. In Deutschland waren Dein Horoskop mit Thaddäus und Doodlez am Tag bei Nick zu sehen. KaBlam wurde als Sendung und Oh Yeah! Cartoons als kurze Spots beim Programmfenster Nick nach acht ausgestrahlt, jedoch nur kurze Zeit. Zudem war auch Doodlez bei Nick nach acht zu sehen. Alle Ausstrahlungen der Spots wurden später wieder eingestellt.

## Sendezeiten
|                                      | 06:00 Uhr               | 09:45 Uhr    | 20:00 Uhr                         | 04:30 Uhr                         |
| ------------------------------------ | ----------------------- | ------------ | --------------------------------- | --------------------------------- |
| 1. Dezember 2007 bis 10. Januar 2010 | Nick Jr. (Kinderblock)  | Nick Premium | MTV Entertainment (Pay-TV-Sender) | MTV Entertainment (Pay-TV-Sender) |
| 10. Januar 2010 bis 30. März 2010    | Nick Jr. (Kinderblock). | Nick Premium | Nick Premium                      | Nick Jr. (Kinderblock)            |
| 31. März 2010 bis 1. März 2012       | Nick Jr. (Kinderblock)  | Nicktoons    | Nicktoons                         | Nick Jr. (Kinderblock)            |
| Seit dem 1. März 2012                | Nicktoons               | Nicktoons    | Nicktoons                         | Nicktoons                         |

## Serien

### Aktuelle Sendungen
- Die Abenteuer von Kid Danger (2018–)
- Alvin und die Chipmunks (2016–)
- Avatar – Der Herr der Elemente (2010–)
- Cosmo & Wanda (2010–2012; 2016–)
- Das ist Pony! (2020–)
- Der Aufstieg der Teenage Mutant Ninja Turtles (2019–)
- Die Brot-Piloten (2015–)
- Die Casagrandes (2020–)
- Die Pinguine aus Madagascar (2010–2012; 2016–)
- Dorg Van Dango (2020–)
- Fanboy und Chum Chum (2010–2018; 2021–)
- Kung Fu Panda (2014–)
- Ollies Rucksack (2020–)
- Regenbogen Schmetterling Einhorn Kitty (2019–)
- Sanjay & Craig (2015–)
- SpongeBob Schwammkopf (2010–2012; 2016–)
- Teenage Mutant Ninja Turtles (2012–)
- T.U.F.F. Puppy (2011–2018; 2021–)
- Willkommen bei den Louds (2019–)
- Winx Club (2018; 2021–)

### Ehemalige Sendungen
- Aaahh!!! Monster (2010–2016)
- Artzooka! (2010–2012)
- Barnyard der tierisch verrückte Bauernhof (2010–2018)
- Blaze und die Monster-Maschinen  (2016–2017)
- Bucket & Skinner (2015–2016)
- Bunsen ist ein Biest (2017–2019)
- B-Daman Crossfire (2013–2016)
- Beyblade: Metal Fusion (2010–2010)
- Beyblade: Metal Masters (2011–2012)
- Beyblade: Metal Fury (2012–2012)
- Beyblade: Shogun Steel (2013–2014)
- Chalk Zone – Die Zauberkreide (2010–2016)
- Die Biber Brüder (2010–2016)
- Die geheimnisvollen Städte des Goldes (2015–2016)
- Big Time Rush (2010–2012)
- CatDog (2010–2016)
- Connor Undercover (2010–2011)
- Das Haus Anubis (2009–2012)
- Danny Phantom (2010–2018)
- Dora and Friends  (2016–2017)
- Drake & Josh (2010–2012)
- El Tigre: Die Abenteuer des Manny Rivera (2014–2016)
- Familie X – In geheimer Mission (2010–2014)
- Generation Ninja (2010)
- Die Geister von Ainsbury (2010–2011)
- Harveys schnabelhafte Abenteuer (2016–2019)
- Hero Factory (2012)
- Hey Arnold! (2010–2019)
- Highschool Halleluja (2013–2016)
- Huntik (2012–2016; 2019)
- iCarly (2010–2012)
- Invader Zim (2010–2013)
- Jimmy Neutron (2010–2018)
- Johnny Test (2011–2014)
- Kappa Mikey (2010–2012)
- Katzekratz (2005–2007)
- Lego City – Abenteuer (2020–2021)
- Max & Shred (2015–2016)
- Mighty B! Hier kommt Bessie (2010–2013)
- Monsuno (2012–2015)
- Monster vs. Aliens (2015–2019)
- Monster Allergy (2019)
- Mysticons (2017–2020)
- Die Legende von Korra (2012–2019)
- Rabbids Invasion (2016–2020)
- RoboRoach (2015–2016)
- Rocket Power (2010–2012)
- Robot & Monster (2015–2018)
- Ricky Sprocket: Showbiz Boy (2010–2012)
- Paw Patrol (2016–2017)
- Planet Max (2011–2016)
- Power Rangers Jungle Fury (2013–2015)
- Power Rangers Samurai (2011–2012)
- Power Rangers Megaforce (2013–2016)
- Power Rangers Super Megaforce (2013–2016)
- Die Ren & Stimpy Show (2010–2012)
- Rockos modernes Leben (2010–2012)
- Rocket Monkeys (2015–2016; 2019)
- Rugrats (2010–2016)
- Schnappt Blake (2016–2018)
- Schwein Ziege Banane Grille (2016–2019)
- Supah Ninjas (2012–2016)
- Tak und die Macht des Juju (2010–2014)
- Team Planet (2011–2012)
- Teenage Robot (2010–2016)
- Totally Spies (2010–2016)
- Toon Marty (2017–2019)
- Troop – Die Monsterjäger (2012–2016)
- Summer in Transylvania (2012)
- Was ist Was TV (2010–2012)
- Willkommen im Wayne (2018–2019)
- Victorious (2010–2012)
- Yakkity Yak (2010–2012)
- Yu-Gi-Oh (2012–2016)

## Logos

Ehemaliges Logo von Nick Premium 2007–2010
Nicktoons-Logo 2010 bis 2016
Nicktoons-Logo von Oktober 2016 bis 20. Mai 2024
Nicktoons-Logo seit 20. Mai 2024